# Hunter Lawrence
Hunter Lawrence (Maleny (Queensland), 1 augustus 1999) is een Australisch motorcrosser.

## Carrière
In 2010 werd Lawrence Australisch en Nieuw-Zeelands Kampioen 65cc. Vanaf 2011 stapte hij over op een 85cc en bleef actief in Australië en Nieuw-Zeeland. In 2014 en 2015 reed hij op een 125cc.
De familie Lawrence verhuisde van Australië naar Groot-Brittannië, om Hunter en zijn jongere broer Jett een betere kans te geven op een succesvolle carrière.
In 2016 reed Lawrence het EMX250-kampioenschap op een Kawasaki. Na een goed seizoensbegin, waarin hij een wedstrijd wist te winnen, miste hij de tweede helft van het seizoen door een blessure en sloot af op een negende plaats. Zijn talent werd echter door velen opgemerkt, dus maakte hij in 2017 zijn debuut in het Wereldkampioenschap motorcross MX2, in het Suzuki-fabrieksteam van Stefan Everts. Hij eindigde driemaal op het podium en sloot het seizoen af op een negende plaats. Tijdens de Motorcross der Naties 2017 was Lawrence de beste MX2-rijder. Nadat de Suzuki-bazen vanuit Japan bekend maakten geen steun meer te leveren, moest Lawrence op zoek naar een nieuw team. In 2018 kwam Lawrence uit op Honda, en reed ook weer de Motorcross der Naties 2018.
Vanaf 2018 maakte Lawrence samen met zijn broer Jett de overstap naar de Verenigde Staten.

## Palmares
- Motorcross der Naties: 2024
- 250cc AMA Nationals: 2023
- 250cc SX East : 2023
- 250cc AMA Nationals: 2022
- 250cc SX West : 2022
- 250cc AMA Nationals: 2021
- 250cc SX West : 2021